# Східнокараханідське ханство
Увага:  Не вказане значення "common_name"

Східнокараханідське ханство — середньовічна держава в Центральній Азії, що утворилося 1040 року внаслідок розпаду Караханідської держави. Більшу часу відбувалася боротьба з Західнокараханідським ханством, північним та східними кочовими племенами. 1141 року визнало зверхність каракитаїв. 1213 року приєднано до Каракитайського ханства.

## Історія
Напочатку 1020-х років Караханідська держава поринула у кризу через суперництво двох гілок правлячої династії — Гасанідів і Алідів. Спочатку гору взяли перші. Проте невдовзі між братами Юсуфом, Алі й Мухаммадом почалася боротьба за владу. В результаті Бухара і Самарканд відкололася, де став правити Алі. Також ще інший брат Сулейман отримав у власність Узген, де став напівнезалежним володарем.
В цю боротьбу був 1038 році втрутився представник Алідів — Ібрагім Тамгач-хан, який захопив Мавераннахр. Спроби великого кагана Сулеймана Арслан-хана з Гасанідів приборкати того не дали успіху. 1040 року було домовлено про поділ Караханідської держави. З цього часу відраховується існування Східнокараханідського ханства.
З початку 1050-х років держава поринула у тривалі війни за трон. Водночас відбувалися постійні сутички з Сельджукидами і Газневідами. 1062 року встановилюютьсяполітичні і торгівельні відносини з китайською Імперією Сун. Лише 1068 року укладено більш-менш міцний договір з Західнокараханідським ханством, відповідно до якого кордоном між державами стала річка Сейхун.
У 1075—1102 роках ханство переживало політичне, економічне й культурне піднесення. 1102 року було здійснено спробу об'єднати Східно- і Західнокараханідське ханства. Проте в боротьб із Сельджукидами 1103 року загинув Джабраїл Кадир-хан. Після цього відбувається занепад держави викликаний війнами з кочівниками.
У 1128 році починаються війни з каракитаями. 1130 року кагану Ібрагіму II на деякий час вдається знову підкорити Західнокараханідське ханство. Але вже через 2 роки вимушений був відступити. Внаслідок поразок від каракитаїв до 1133 року було втрачено північні землі разом із столицею Баласагун. Новою постійною резиденцією став Кашгар. До 1141 року Східнокараханідське ханство визнає зверхність каракитаїв. Натомість його правителі отримають титул ілек-туркмен (правителя тюрок).
1141 року каракитайський гурхан Єлу Даші стає володарем Середньої Азії. Водночас він сприяв розколу ханства зі столицями в Узгені і Кашгарі. З цього часу починається боротьба між їх володарями. Надалі кашгарські й узгенські хани беруть участь у походах каракитаїв проти Хорезму, Гуридів й Сельджукидів.
1178 року Ібрагім III Богра-хан з Узгену зумів підкорити Західнокараханідське ханство. Водночас все більше послаблюється влада каракитаїв, а з 1180-х років посилюється вплив Хорезму.
Першу спробу здобути самостійність почав Юсуф Тамгач-хан з Кашагру, але зрештою 1205 року зазнав поразки. 1211 року кашгарське володіння було приєднано до Каракитайського ханства. Водночас 1209 року Ахмад Кадир-хан з Узгену визнав зверхність Хорезму. Проте 1213 року за Махмуд Арслан-хана узгенське володіння також було приєднано до Каракитайської держави. З цим припинило існування Східнокараханідське ханство.

## Устрій
Столицею до 1130 року був Баласагун. Потім її було перенесено до Кашгару, а Баласагун став церемоніальним місцем. У 11390-х роках після вторгнення каракитаїв Кашгар став єдиною столицею держави. У 1141 році столицею іншої частини ханства був Узген.
Зберігалася система управління, що існувала раніше в Караханідській державі. На чолі стояв каган (хакан), при якому діяв диван. Діловодство велося караханідською (тюркською) і арабською мовами.

## Економіка
Основою були землеробство, скотарство і торгівля. Стрімко розвивалися міста, з'являлися нові — Фараб, Кази-Курт. Встановлення міцних відносин з Киаєм сприяло інтенсифікації торгівлі.

## Культура
Посилалася ісламізація кочових народів, разом з тим зберігав сильний вплив тюркських традицій. В ханстві працювали відомі поети й науковці Юсуф аль-Баласагуні, Ахмад Яссаві, Ахмад Югнакі, Махмуд аль-Кашгарі.